# Jaki Liebezeit

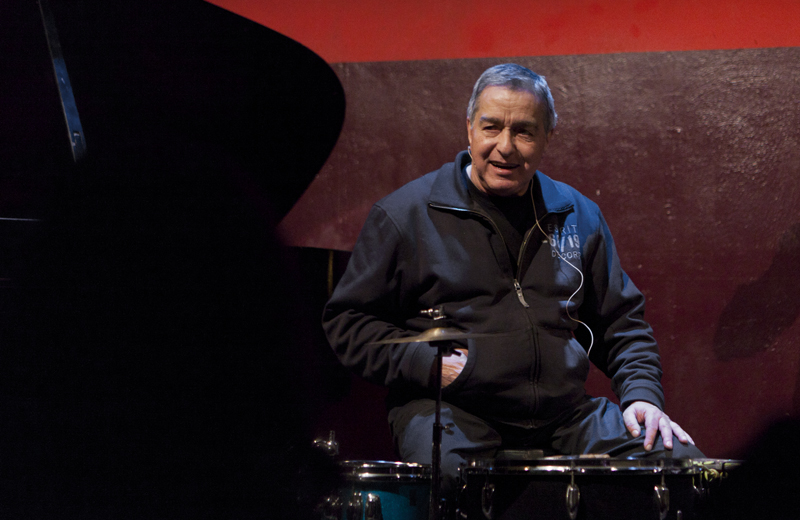
Jaki Liebezeit.

Jaki Liebezeit, född 26 maj 1938 i Dresden, Tyskland, död 22 januari 2017 i Köln, var en tysk musiker, främst trumslagare, som är mest känd för sitt medlemskap i den tyska experimentella gruppen Can under åren 1968-1977. Innan dess hade han spelat mycket med olika jazzmusiker, särskilt inom frijazz med trumpetisten Manfred Schoof.
Från 1977-1982 spelade han trummor på fyra av Michael Rothers soloalbum. På 1980-talet bildade han trumkollektivet Drums off Chaos. Senare har han spelat med Jah Wobble och David Sylvian.